# UFC 67
UFC 67: All or Nothing（ユーエフシー・シックスティセブン：オール・オア・ナッシング）は、アメリカ合衆国の総合格闘技団体「UFC」の大会の一つ。2007年2月3日、ネバダ州ラスベガスのマンダレイ・ベイ・イベント・センターで開催された。
メインイベントでは、UFC世界ミドル級王者アンデウソン・シウバとトラヴィス・ルターによるミドル級ノンタイトル戦が行われた。

## 大会概要
本大会ではフランク・エドガー、リョート・マチダ、クイントン・"ランペイジ"・ジャクソン、ミルコ・クロコップがUFCに初参戦。
メインイベントではミドル級王者アンデウソン・シウバの防衛戦が行われる予定であったが、挑戦者のトラヴィス・ルターが体重超過をしたため、ノンタイトル戦へと変更された。また、ヘビー級では初参戦のミルコ・クロコップがエディ・サンチェスをマウントパンチによるTKOで下し、白星デビューを果たした。
ズッファのWFA買収に伴い、WFAで行われるはずであったクイントン・"ランペイジ"・ジャクソン対マービン・イーストマンの再戦が第6試合で行われ、初参戦のジャクソンがイーストマンをKOで下した。

## 試合結果

### プレリミナリィカード
第1試合 ライト級 5分3R
○  ダスティン・ヘイズレット vs.  ディエゴ・サライバ ×
3R終了 判定3-0（30-27、30-27、30-27）
第2試合 ライトヘビー級 5分3R
○  リョート・マチダ vs.  サム・ホーガー ×
3R終了 判定3-0（30-27、30-27、30-27）
第3試合 ライト級 5分3R
○  フランク・エドガー vs.  タイソン・グリフィン ×
3R終了 判定3-0（29-28、29-28、30-27）
第4試合 ミドル級 5分3R
○  テリー・マーティン vs.  ホルヘ・リベラ ×
1R 0:14 KO（パウンド）

### メインカード
第5試合 ミドル級 5分3R
○  パトリック・コーテ vs.  スコット・スミス ×
3R終了 判定3-0（30-27、30-27、30-27）
第6試合 ライトヘビー級 5分3R
○  クイントン・"ランペイジ"・ジャクソン vs.  マービン・イーストマン ×
2R 3:49 KO（スタンドパンチ連打）
第7試合 ライト級 5分3R
○  ロジャー・ウエルタ vs.  ジョン・ハルバーソン ×
1R 0:19 TKO（レフェリーストップ：膝蹴り→パウンド）
第8試合 ヘビー級 5分3R
○  ミルコ・クロコップ vs.  エディ・サンチェス ×
1R 4:33 TKO（レフェリーストップ：マウントパンチ）
第9試合 キャッチウェイトバウト（186.5ポンド） 5分3R
○  アンデウソン・シウバ vs.  トラヴィス・ルター ×
2R 2:11 三角絞め

### 各賞
ファイト・オブ・ザ・ナイト： フランク・エドガー vs. タイソン・グリフィン
ノックアウト・オブ・ザ・ナイト： テリー・マーティン
サブミッション・オブ・ザ・ナイト： 該当者なし